# Agriniérite
L'agriniérite est un minéral très rare de la classe minérale des oxydes et hydroxydes, de composition chimique idéalisée K2Ca[(UO2)3O3(OH)2]25H2O. Ce minéral est donc chimiquement un uranyle de potassium-calcium associé à des ions hydroxyle. Il se présente sous la forme de petits cristaux orange tabulaires, transparents à translucides, de taille submillimétrique, fréquemment jumelés, ce qui leur donne un aspect pseudo-hexagonal. Les surfaces des cristaux transparents à translucides, sont orange et ont un éclat huileux.

## Historique
Découverte en même temps que la rameauite, dans la mine d'uranium de Margnac, sur la commune de Compreignac en Haute-Vienne (France), et validée dès 1971 par l'IMA, l'agriniérite a été décrite en 1972 par F. Cesbron, W. L. Brown, P. Bariand et J. Geffroy, qui ont nommé le minéral en l'honneur de Henri Agrinier (1928-1971), ingénieur au laboratoire minéralogique du CEA à Paris, ayant contribué à l'identification de la plupart des minéraux contenant de l'uranium.
L'holotype du minéral se trouve à l'Université Pierre-et-Marie-Curie, à l'École des mines de Paris, ainsi qu'au Musée national d'histoire naturelle des États-Unis à Washington, aux États-Unis.

## Classification
Dans la 8e édition de la Classification de Strunz, l'agriniérite faisait partie de la classe des oxydes et hydroxydes, dans la section des « uranyles ([UO2]2+) - hydroxydes et hydrates », où elle formait un groupe anonyme avec la rameauite (IV/H.02).
Cependant, depuis 2001 et la 9e édition, qui fait référence pour l'Association internationale de minéralogie (IMA), l'agriniérite est classée dans la classe des « hydroxydes d'uranyle ». Cette section est encore divisée en fonction de la présence éventuelle de cations supplémentaires et de la structure des complexes uranyle. Par conséquent, l'agriniérite, en fonction de sa composition et de sa structure, peut être trouvée dans la sous-division « avec des cations supplémentaires (K, Ca, Ba, Pb, etc.) ; avec principalement des polyèdres pentagonaux UO2(O,OH)5 » (4.GB.05 ), où elle forme le « groupe de la compreignacite » avec la compreignacite et la rameauite.
De même, la classification de Dana, principalement utilisée dans le monde anglophone, classe l'agriniérite dans la classe des « oxydes et hydroxydes », dans la section des « oxydes contenant de l'uranium et du thorium ». Elle est le seul membre du groupe sans nom 05.05.01 dans la sous-division « oxydes avec de l'uranium et du thorium, et des éléments alcalins et alcalino-terreux (contenant de l'eau) ».

## Propriétés
La teneur en uranium s'élevant jusqu'à 71,48 %, le minéral est classé comme très fortement radioactif. En tenant compte des proportions des éléments radioactifs dans la formule empirique idéalisée ainsi que des désintégrations ultérieures de la série de désintégrations naturelles, une activité spécifique d'environ 127,958 kBq/g est constatée (pour comparaison, le potassium naturel est de 0,031 2 kBq/g). La valeur citée peut varier de manière significative en fonction de la teneur en minéraux et de la composition des niveaux, un enrichissement sélectif ou une déplétion des produits de désintégration radioactive sont également possibles et en modifient la mesure.

## Chimie

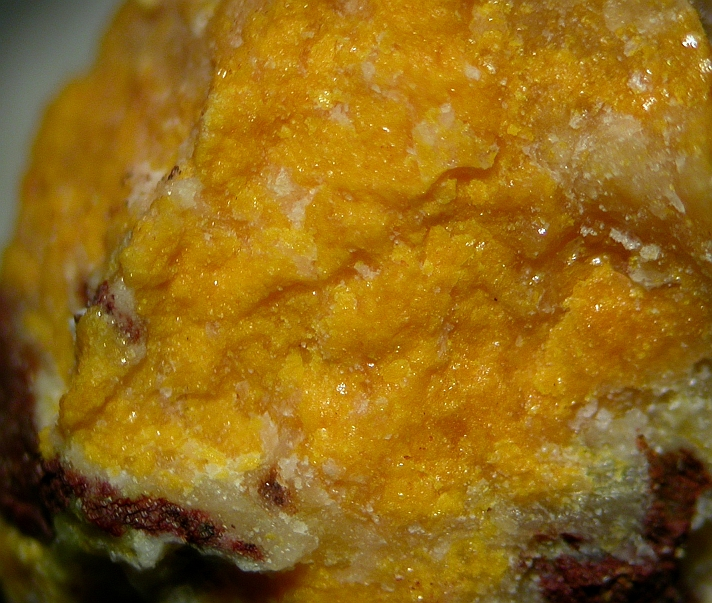
Largeur de champ : 6 mm

L'analyse chimique du matériau trouvé a montré une composition d'oxydes moyenne de 2,05 % de SrO, 3,35 % de K2O, 2,20 % de CaO, 85,15 % d'UO3 et 7,45 % d'H2O.
La formule chimique idéalisée de 2(K2,Ca,Sr)O·6UO3·8H2O de 1972 a été remaniée après une nouvelle analyse de la structure par Christopher L. Cahill et Peter C. Burns, et constitue désormais la formule empirique K2(Ca,Sr)[(UO2)3O3(OH)2]2·5H2O. C'est un hydrate.

## Structure cristalline
L'agriniérite cristallise dans le système cristallin orthorhombique et se développe principalement sous forme de panneaux, aplatis perpendiculairement à l'axe c, ainsi que par la formation de jumeaux pseudohexagonaux.
La maille de l'agriniérite appartient au groupe d'espace Cmmm et possède les paramètres de maille a = 14,04 Å ; b = 24,07 Å ; c = 14,13 Å.

## Formation et site
L'agriniérite s'est formée dans la zone d'oxydation de la mine d'uranium de Margnac, seul et unique gisement au monde recensé, en 2024. Elle y est associée à l'uranophane, la pechblende, la gummite, la compreignacite, la méta-autunite, la schoepite, l'urancalcarite, le gypse.

### Lien web
- (de) « Mineralienatlas - Fossilienatlas », sur Mineralienatlas (consulté le 9 décembre 2024)